# M'Sara
M'Sara es un municipio (baladiyah) de la provincia o valiato de Jenchela en Argelia. En abril de 2008 tenía una población censada de 4104 habitantes.
Se encuentra ubicado al noreste del país, sobre la cordillera del Atlas y cerca de la frontera con Túnez.